# Markovegenskapen
I sannolikhetslära är Markovegenskapen för en stokastisk process egenskapen att den betingade sannolikhetsfördelningen för tillståndet vid en tidpunkt i framtiden, givet det nuvarande tillståndet och alla tidigare tillstånd, är oberoende av de tidigare tillstånden. Mer löst kan sägas att om väderprognoser följde Markovegenskapen så skulle väderprognosen för morgondagen bara bygga på vädret just nu och inte på vädret för en timme sen eller vid någon annan tidigare tidpunkt.
En stokastisk process som har Markovegenskapen brukar kallas Markovkedja.

## Diskret tid
Låt {\displaystyle \{X(t),t=0,1,2,...\}} vara en stokastisk process i disktret tid. Då har processen Markovegenskapen om:
För alla {\displaystyle n\in N}, och alla tillstånd {\displaystyle i,j,s_{k},k=0,1,2,...,n-1}, så gäller {\displaystyle P\{X(n+1)=j|X(n)=i,X(k)=s_{k},k=0,1,...,n-1\}=P\{X(n+1)=j|X(n)=i\}}

## Kontinuerlig tid
Låt {\displaystyle \{X(t),t\geq 0\}} vara en stokastisk process i kontinuerlig tid. Då har processen Markovegenskapen om:
För alla {\displaystyle s,t\geq 0}, och alla tillstånd {\displaystyle i,j,X(u),0\leq u<s}, så gäller
{\displaystyle P\{X(t+s)=j|X(s)=i,X(u)=x(u),0\leq u<s\}=P\{X(t+s)=j|X(s)=i\}}